# Порте-ді-Рендена
Порте-ді-Рендена (італ. Porte di Rendena) — муніципалітет в Італії, у регіоні Трентіно-Альто-Адідже,  провінція Тренто. Муніципалітет утворено 1 січня 2016 року шляхом об'єднання муніципалітетів Даре, Віго-Рендена та Вілла-Рендена.
Порте-ді-Рендена розташоване на відстані близько 490 км на північ від Рима, 31 км на захід від Тренто.
Населення — 1775 осіб (2015).

## Демографія
Населення за роками:

## Сусідні муніципалітети
- Пелуго
- Селла-Джудікаріє
- Даоне
- Тре-Вілле
- Тіоне-ді-Тренто